# トゥイ県
トゥイ県 (フランス語：Tuy)はブルキナファソの上流域地方の県。
2006年の人口は約22.4万人。
県都はフンデ。

## 行政区画

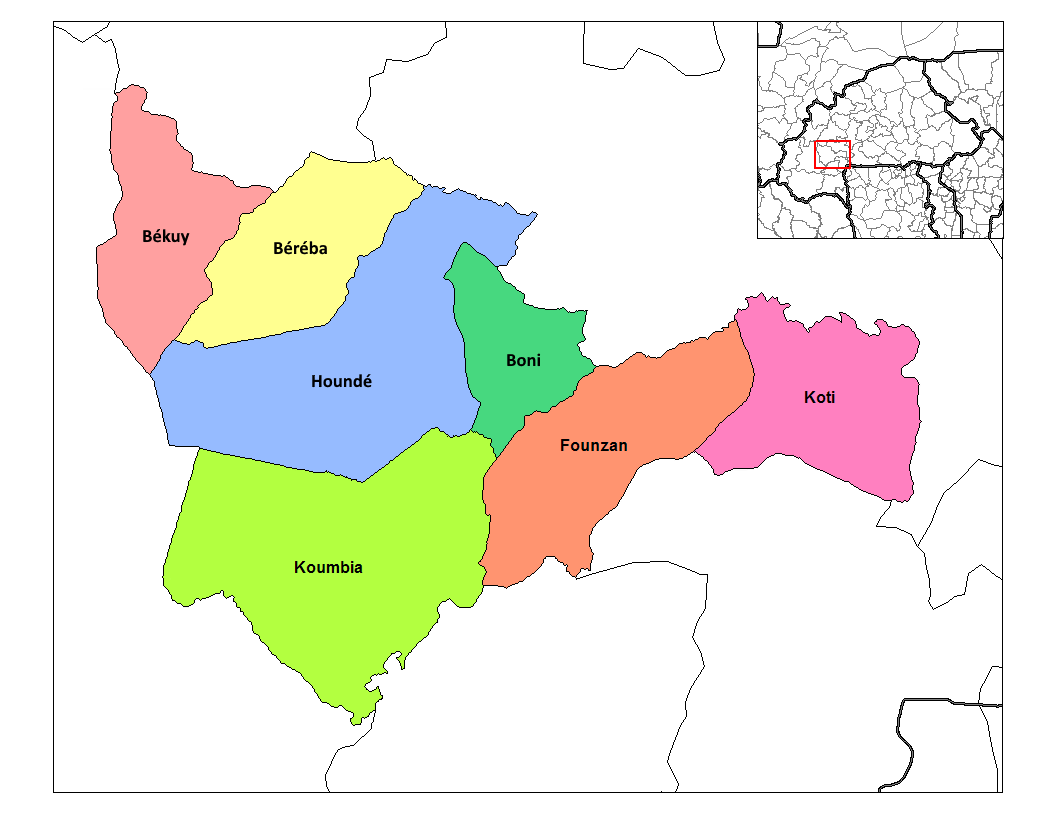
トゥイ県の郡

| 郡         | 郡都     | 2006年の人口 |
| ---------- | -------- | ------------ |
| ベキ郡     | ベキ     |              |
| ベレバ郡   | ベレバ   |              |
| フンザン郡 | フンザン |              |
| フンデ郡   | フンデ   |              |
| コティ郡   | コティ   |              |
| クンビア郡 | クンビア |              |

## 地理
- 北：ムフン県
- 北東～東：バレ県
- 南東：イオバ県
- 南：ブグリバ県
- 南西～北西：フエ県

## 経済
キエレ鉱山でマンガンが採掘されている。